# Mateus Fernandes (Polizist)

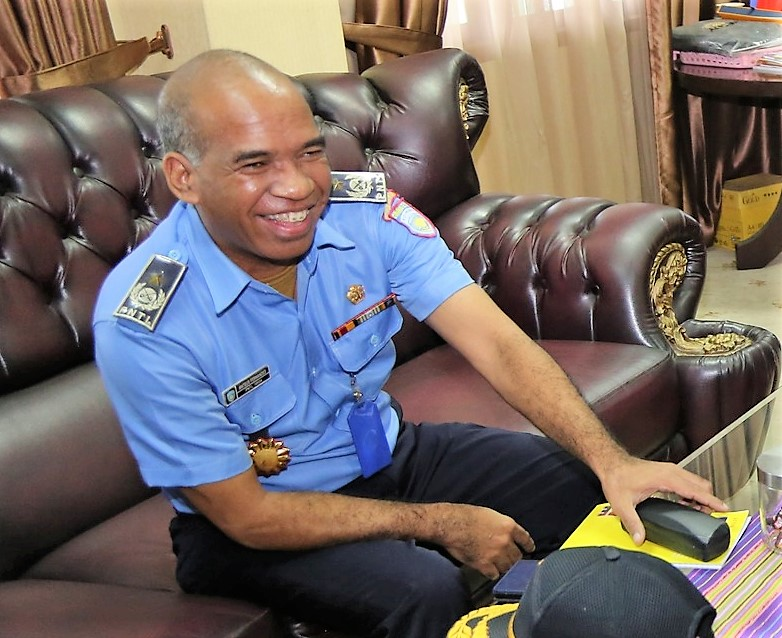
Mateus Fernandes (2023)

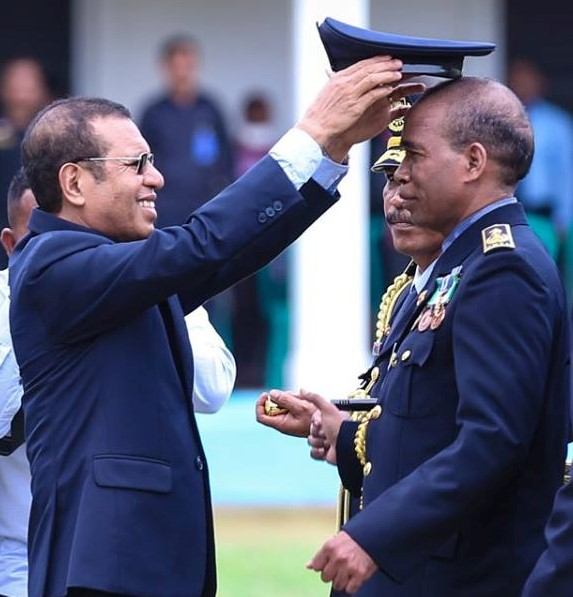
Amtseinführung von Mateus Fernandes durch Präsident Francisco Guterres

Mateus Fernandes (* 2. März 1973 in Uatucarbau, Portugiesisch-Timor) ist ein osttimoresischer Polizist. Von 2019 bis 2023 war er der stellvertretende Generalkommandant und somit der zweithöchste Beamte der Nationalpolizei Osttimors (PNTL).

## Werdegang
Von 1980 bis 1986 besuchte Fernandes die Grundschule von Uatucarbau, bis 1990 die Sekundarschule Uatucarbau und bis 1993 die Höhere Sekundarschule in Viqueque. Bis 1996 absolvierte er ein Bachelorstudium an der Universidade Undana Kupang und von 2005 bis 2010 folgte ein weiteres Studium an der Universidade da Paz (UNPAZ) in „Internationale Beziehungen“, mit anschließender Post-Graduation bis 2012, und im selben Zeitraum in „Polizeiwissenschaft“ an der Universität Indonesia mit dem Masterabschluss. Zudem war Fernandes auf Polizeikursen in den Vereinigten Staaten, Großbritannien, Indonesien, Australien, Malaysia und Japan.
Von April bis August 2001 war Fernandes Chefermittler der Polizei in der Gemeinde Viqueque, von September bis Dezember 2001 stellvertretender Polizeikommandant in der Gemeinde und ab Dezember Kommandant. Fernandes wurde im Februar 2002 zum Kommandant für nationale Operationen und im September 2005 Verbindungsoffizier zwischen PNTL und den Verteidigungskräften (F-FDTL). Das Amt hatte er bis März 2006 inne, als es zu den schweren Unruhen kam.
Von Mai 2007 bis Oktober 2009 war Fernandes stellvertretender Kommissar der operativen Polizei. 2008 diente er als Adjutant des Präsidenten. In diese Zeit fällt das Attentat auf den Präsidenten José Ramos-Horta. Ab 2010 hatte Fernandes den Rang eines Superintendente Xefé inne. Vom 6. Juni bis 8. Oktober 2012 diente er als nationaler Chef von Interpol und ab dem 19. Februar 2014 als Kommandant der PNTL-Verwaltung. Vom 15. August 2018 bis 26. März 2019 war Fernandes nationaler Kommandant für Polizeioperationen. Am 27. März 2019 wurde Fernandes zum stellvertretenden Generalkommandant ernannt und erhielt den Rang eines Kommissars. Er folgt damit Faustino da Costa, der zum Generalkommandanten befördert wurde. 2023 wurde Fernandes von Pedro Belo als Stellvertreter abgelöst.

## Auszeichnungen
Fernandes ist Träger der Medaille für vorbildliches Verhalten (Medalla Komportamentu Ezemplár) in Gold und der Medalla Públiku in Silber des Verteidigungsministeriums sowie der Medalha Halibur und des Ordem de Timor-Leste. Dazu kommen noch die Medalla (Kuadro Onra) Individuál Sertifikadu des Lemhannas RI (Nationaler Widerstand) und der Estrela Emblemátika (Bintang Andalan).